# II Concurs de castells Vila de Torredembarra
El II Concurs de castells Vila de Torredembarra, conegut també com a Concurs-7 1999, tingué lloc el diumenge 10 d'octubre de 1999 a la plaça del Castell de Torredembarra. Fou el trenta-tresè concurs de castells de la història i la segona edició del concurs de castells Vila de Torredembarra, organitzat per la colla local, els Nois de la Torre. Van ser convidades colles que pels criteris de selecció del concurs de castells de Tarragona no podien participar en aquest darrer esdeveniment.

## Classificació
| Resultat              |
| --------------------- |
| Descarregat (D)       |
| Carregat (C)          |
| Intent (I)            |
| Intent desmuntat (ID) |

Els vencedors d'aquesta edició van ser el Castellers de Lleida, que van descarregar el seu primer 2 de 7. La desapareguda Colla Nova del Vendrell, guanyadora de l'edició anterior, va classificar-se en segon lloc amb el 4 de 7 amb l'agulla, el 5 de 7 i el 3 de 7 amb l'agulla. Els Castellers de Sabadell van quedar en tercera posició amb el 3 de 7, el 4 de 7 i el 3 de 7 aixecat per sota.
Llegenda
a: amb agulla o pilar al mig
ps: aixecat per sota
| Pos. | Colla                                 | Castells intentats | Castells intentats | Castells intentats | Castells intentats | Punts |
| Pos. | Colla                                 | 1a ronda           | 2a ronda           | 3a ronda           | 4a ronda           | Punts |
| ---- | ------------------------------------- | ------------------ | ------------------ | ------------------ | ------------------ | ----- |
| 1    | Castellers de Lleida                  | 5de7               | 4de7a(c)           | 2de7               | —                  |       |
| 2    | Colla Nova del Vendrell               | 4de7a              | 5de7               | 3de7a              | 2de7(i)            |       |
| 3    | Castellers de Sabadell                | 4de7               | 3de7               | 3de7ps             | —                  |       |
| 4    | Ganxets de Reus                       | 5de7(id)           | 5de7               | 4de7a              | 2de7(i)            |       |
| 5    | Nois de la Torre                      | 3de7               | 4de7               | 2de6               | —                  |       |
| 5    | Torraires de Montblanc                | 2de6               | 3de7               | 4de7               | —                  |       |
| 7    | Castellers de Sant Andreu de la Barca | 2de6               | 3de7               | 4de7(i)            | 4de7(c)            |       |
| 8    | Castellers d'Esparreguera             | 3de7               | 4de7a(id)          | 4de7               | Pde6(i)            |       |
| 9    | Castellers de Cerdanyola              | 3de7               | 4de7a(i)           | 4de7(id)           | 4de7               |       |